# Maziv, Zolociv
Maziv (în ucraineană Мазів) este un sat în comuna Slovita din raionul Zolociv, regiunea Liov, Ucraina.

## Demografie
Componența lingvistică a localității Maziv
     Ucraineană (98,08%)
     Rusă (1,92%)
Conform recensământului din 2001, majoritatea populației localității Maziv era vorbitoare de ucraineană (98,08%), existând în minoritate și vorbitori de rusă (1,92%).